# Tenis ziemny na Igrzyskach Azjatyckich 2014
Tenis ziemny na Igrzyskach Azjatyckich 2014 – turniej tenisowy, który był rozgrywany w dniach 20–30 września 2014 roku podczas igrzysk azjatyckich w Inczon. Zawodnicy zmagali się na obiektach Yeorumul Tennis Courts. Tenisiści rywalizowali w siedmiu konkurencjach: grze pojedynczej, podwójnej i drużynowej kobiet oraz mężczyzn, a także w grze mieszanej.

## Medaliści
Poczet medalistów zawodów tenisowych podczas Igrzysk Azjatyckich 2014.
| Konkurencja             | Złoty medal                                                                     | Srebrny medal                                                  | Brązowy medal |
| Gra pojedyncza mężczyzn | Yoshihito Nishioka                                                              | Lu Yen-hsun                                                    | Yuki Bhambri Yūichi Sugita |
| Gra pojedyncza kobiet   | Wang Qiang                                                                      | Luksika Kumkhum                                                | Eri Hozumi Misa Eguchi |
| Gra podwójna mężczyzn   | Chung Hyeon Lim Yong-kyu                                                        | Saketh Myneni Sanam Singh                                      | Yuki Bhambri Divij Sharan Sanchai Ratiwatana Sonchat Ratiwatana                                                                                              |
| Gra podwójna kobiet     | Luksika Kumkhum Tamarine Tanasugarn                                             | Chan Chin-wei Hsieh Su-wei                                     | Sania Mirza Prarthana Thombare Chan Hao-ching Chan Yung-jan                                                                                                  |
| Gra mieszana            | Sania Mirza Saketh Myneni                                                       | Chan Hao-ching Peng Hsien-yin                                  | Zheng Jie Zhang Ze Shūko Aoyama Yūichi Sugita |
| Gra drużynowa mężczyzn  | Kazachstan · Andriej Gołubiew · Michaił Kukuszkin · Ołeksandr Nedowiesow        | Chiny · Gong Maoxin · Li Zhe · Wu Di · Zhang Ze                | Japonia · Tatsuma Itō · Yoshihito Nishioka · Yūichi Sugita · Yasutaka Uchiyama Uzbekistan · Farrux Doʻstov · Sanjar Fayziev · Temur Ismailov · Denis Istomin |
| Gra drużynowa kobiet    | Chińskie Tajpej · Chan Chin-wei · Chan Hao-ching · Chan Yung-jan · Hsieh Su-wei | Chiny · Duan Yingying · Zhang Shuai · Zheng Jie · Zheng Saisai | Japonia · Misa Eguchi · Eri Hozumi · Risa Ozaki Kazachstan · Kamiła Kierimbajewa · Julija Putincewa · Jarosława Szwiedowa                                    |

### Tabela medalowa
Klasyfikacja medalowa zawodów tenisowych podczas Igrzysk Azjatyckich 2014.
| Miejsce | Państwo          | Złoto | Srebro | Brąz | Razem |
| ------- | ---------------- | ----- | ------ | ---- | ----- |
| 1       | Chińskie Tajpej  | 1     | 3      | 1    | 5     |
| 2       | Chiny            | 1     | 2      | 1    | 4     |
| 3       | Indie            | 1     | 1      | 3    | 5     |
| 4       | Tajlandia        | 1     | 1      | 1    | 3     |
| 5       | Japonia          | 1     | 0      | 6    | 7     |
| 6       | Kazachstan       | 1     | 0      | 1    | 2     |
| 7       | Korea Południowa | 1     | 0      | 0    | 1     |
| 8       | Uzbekistan       | 0     | 0      | 1    | 1     |
|         | Razem            | 7     | 7      | 14   | 28    |